# ILoveMakonnen
Makonnen Sheran (Los Angeles, 12 april 1989), beter bekend als iLoveMakonnen, is een Amerikaanse rapper en zanger. Hij is geboren in Los Angeles en woont in Atlanta, Georgia. Bekend werd hij nadat Drake een remix maakte van zijn nummer "Tuesday". Hij stond onder contract bij het label van Drake, OVO Sound.

## Discografie

### Ep
- ILOVEMAKONNEN (2014)

### Mixtapes
- 3D (2011)
- 4G (2011)
- 5 (2011)
- 6 (2011)
- Holiday Special (2011)
- LTE (2012)
- A Trillion Light Years (2012)

- Drink More Water (2012)
- Drink More Water 2 (2013)
- 3 Suns (2013)
- Drink More Water 3 (2014)
- Drink More Water 4 (2014)
- Drink More Water 5 (2015)

### Single
- iLoveMakonnen — "Tuesday" (met Drake) (2014, ILOVEMAKONNEN)

- International Standard Name Identifier: 0000 0004 5454 9859
- Library of Congress Control Number: no2016027639
- MusicBrainz: 047c7563-6c32-4619-a0b6-1dcf218b3e1b
- Nationale Bibliotheek van Israël: 987007415819005171
- Virtual International Authority File: 1614145856902522920070
- WorldCat: E39PBJfH4wcMvChpbFpFDPgtKd